# 上原賢家
上原 賢家（うえはら かたいえ）は、室町時代中期から後期にかけての武将。細川京兆家の家宰。細川家の合議機関である「内衆」の一人。

## 出自
丹波上原氏は元々は信濃国に根拠を持ち、神官として諏訪大社の大祝も務めた諏訪氏の支族で、諏訪敦家の子・五郎敦成が同国上原に移住して上原姓を称したことに始まる。
上原敦成の子・上原九郎成政（景正）が建久4年（1193年）丹波国に移住し、何鹿郡物部、並びに西保地頭職を拝領し土着。またその際に成政は諏訪明神の分霊を祀って氏神とし、領内の各所に諏訪神社を創設し祀らせた。細川頼之に仕えた上原成基の代には細川家の合議機関である「内衆」に名を連ねるなど台頭を見せた。
たびたび書状の上で物部姓を名乗ったが、系図の上では関連性が見いだせないので、物部は地名から取られたものと思われる。

## 生涯

### 丹波守護代就任
丹波上原氏は賢家の代に至っても諏訪大社とは縁深く、当時の神長であった守矢満実から宛てられた書状が現存している。
上原氏は細川家での序列は決して高い方ではなかったが細川政元の寵愛を受けて急速に台頭し、文明14年（1482年）に丹波守護代内藤元貞が罷免されると、それに成り代わり上原氏が丹波守護代に任じられた。
賢家の守護代としての働きは殆ど史料として残されていないが、文明18年（1486年）10月11日付けの晴富宿禰記では賢家を「丹波守護代」としており、また史料綜覧は賢家を子である元秀の前任の守護代であると位置付けている。文明年間中に丹波守護代の職を次男元秀に譲り、自身はその補佐に回った。

### 位田の乱
長享元年（1487年）に行われた六角高頼征伐（長享の乱）では安富元家、子・元秀と共に先鋒として近江国に出陣し、同年9月に政元が将軍足利義尚に拝謁する際にも伴の6人衆の中に賢家・元秀親子は数えられている。
延徳元年（1489年）12月に丹波で位田晴定、荻野氏 ・大槻氏・須知氏らが現地の牢人らと共に「上原親子への訴訟」と称して謀反を起こし、位田城に立て籠る位田の乱が勃発した際には在京の元秀に代わって一揆討伐の大将として出陣。細川家に応援を要請し、年を跨いだ延徳2年（1490年）7月3日には但馬、摂津、備州など13か国から集められた大軍をもって鎮圧を図り、須知氏などを討ち位田城に迫るが、位田城だけは陥落させる事が出来ず逆に攻め手方に数百人の死者が出るなど苦戦を強いられた。
結局、一揆の大部分を叩いたものの短期での完全な鎮圧には至らず軍はそれぞれ国へと戻ってしまう。同年11月10日には一揆側自ら位田城に放火して一度野に下り身を隠したが、翌延徳3年（1491年）には一揆軍が再起して位田城など含めた7つの城を占拠し上原軍と位田城に籠る荻野・大槻両氏の間の抗争は泥沼化し、明応元年（1492年）に位田城が陥落し荻野一族ら一揆の首謀者達が自害するまで決着を見なかった。

### 元秀死後
明応2年（1493年）に元秀が死亡すると後任として再び丹波守護代職を引き継いで細川政元に仕えたが、明応4年（1495年）7月に上原家の家人が政元の馬廻りである今井某と喧嘩の末に両人死亡するという事件が起こり政元の怒りを買ってしまう。更に今井某は赤沢朝経の寄子でもあり、朝経は政元に賢家を成敗するように進言。家中での立場が危うくなった賢家は京から丹波へと戻ると近江坂本へと雲隠れしたが同年の12月29日に同地で死亡した。死因は不明。
跡を三男・高家が継承したが（長男・秀家が継いだとも）、守護代職を継げないなど細川家中での上原氏の地位は既に失墜していて、高家は朝倉氏を頼り越前国に赴くこととなる。